# Gnophos avilarius
Gnophos avilarius là một loài bướm đêm trong họ Geometridae.